# Преъри (окръг, Монтана)
Вижте пояснителната страница за други значения на Преъри.
Окръг Преъри (на английски: Prairie County) е окръг в щата Монтана, Съединени американски щати. Площта му е 4514 km², а населението - 1109 души (2017). Административен център е град Тери.